# Tetragnatha uluhe
Espèce
Tetragnatha uluhe est une espèce d'araignées aranéomorphes de la famille des Tetragnathidae.

## Distribution
Cette espèce est endémique d'Oahu à Hawaï,.

## Description
Le mâle holotype mesure 8,0 mm et la femelle paratype 11,2 mm.

## Publication originale
- Gillespie, 2003 : Hawaiian spiders of the genus Tetragnatha (Araneae: Tetragnathidae): V. Elongate web-builders from Oahu. Journal of Arachnology, vol. 31, no 1, p. 8-19 (texte intégral).